# Diocèse de Sibolga
200882	2642035	7,6%
Le diocèse de Sibolga (en latin : Dioecesis Sibolgaensis) est une église particulière de l'Église catholique en Indonésie, dont le siège est à Sibolga, une ville de la province de Sumatra du Nord.

## Histoire
La préfecture apostolique de Sibolga est érigée le 17 novembre 1959 par détachement du vicariat apostolique de Medan.
Elle devient diocèse le 24 octobre 1980. Le diocèse est suffragant de l'archidiocèse de Medan.

## Organisation
Le diocèse compte 21 paroisses dont la cathédrale Sainte-Thérèse-de-Lisieux de Sibolga.
Le diocèse couvre l'ouest de la province de Sumatra du Nord

## Ordinaires du diocèse

### Préfet apostolique
- Peter Gratian Grimm, OFM CAP (1959 - 1971),
- Anicetus Bongsu Antonius Sinaga, OFM CAP (1978 - 1980),

### Évêques
- Anicetus Bongsu Antonius Sinaga, OFM CAP (1980 - 2004),
- Ludovikus Simanullang, OFM CAP (2007 - †2018), 
  - Anicetus Bongsu Antonius Sinaga, OFM CAP (2018-2020) (administrateur)
- Fransiskus Tuaman Sinaga (de) (2021-

## Source
- Catholic-Hierarchy